# أنظمة الطاقة الفولتوضوئية

## أنظمة الطاقة الفولتوضوئية
• تساهم الطاقة الشمسية بالفعل إلى حد (94٪) من استخدام كوكبنا للطاقة: تقوم الأشعة الشمسية بتدفئة سطح الأرض وغلافها الجوي من درجة حرارة الفضاء البالغة (°273.2-) إلى درجة حرارة (°14.5+) في المتوسط، وبهذا هي تمكّن جميع أنواع الحياة.
من دون الطاقة الشمسية، ستكون الأرض قطعة صخرية ميتة في الفضاء بدرجة حرارة قريبة من الصفر المطلق. للسماح باستيطان الإنسان عليها تحت تلك الظروف سنحتاج إلى طاقة تجارية أكثر بحوالي (15) مرة مما نستهلكه اليوم (15 إلى 429.4 EJ) وجميع موارد الوقود الأحفورية ستستنزف خلال سنتين.
• جميع موارد الطاقة الاحفورية الحالية، مثل الفحم الحجري، النفط، والغاز، مشتقة من الكتلة الحيوية والتمثيل الضوئي، أي انه من الطاقة الشمسية: قام كوكبنا بامتصاص ضوء الشمس لمئات الملايين من السنوات لتكوين جميع تلك الموارد الأحفورية التي تدوم فقط لمدة (200) سنة من حضارة الإنسان الصناعية.
• الفولتوضوئية : التطبيق الأكثر تنوعاً للطاقة الشمسية، حيث تمكّن القدرة الكهربائية الشمسية المتولدة عن طريق التحويل المباشر للأشعة الشمسية إلى كهرباء -الفولتوضوئية- البشرية من استغلال ضوء الشمس بطريقة نظيفة وأبدية. في الوقت الحاضر، تقوم الأنظمة الفولتوضويئة التجارية بتحويل (15٪) من الأشعة الشمسية القادمة على الأقل لمدة (30)عاماً إلى كهرباء مستدامة على جميع أجزاء الأرض.

## عمل الألواح الشمسية
• تقوم الألواح بامتصاص الطاقة لتنتج الهيدروجين في Sunline Transit Agency.
- تحويل الفوتونات إلى إلكترونات:
إن الخلايا الشمسية التي رأيتها في الآلات الحاسبة وفي الأقمار الصناعية هي خلايا جهد كهربائي ضوئي (فلطائية) أو وحدات (الوحدات هي ببساطة مجموعة من الخلايا أوصلت كهربائياً ورزمت في إطار واحد).
(Photovoltaic) (PV) الضوء الفلطائي (ضوء الجهد الكهربائي) كما تدل الكلمة Photo= ضوء voltaic= كهرباء. تحول ضوء الشمس مباشرة إلى كهرباء٬ وقد أستخدمت مرة واحدة في الفضاء بشكل خاص ويستخدم الضوء الفلطائي في أقل طرق غريبة حتى أن بإمكانهم تزويد بيتك بالطاقة.
- صنعت خلايا الضوء الفلطائي (ضوء الجهد الكهربائي) من مواد خاصة تسمى (Semiconductors) أشباه موصلات مثل السيليكون حيث أن استخدامه أكثر شيوعاً الآن٬ عندما يضرب ضوء الشمس الخلية فإن جزء معين من الخلية وهي داخل المادة الشبه موصلة التي تقوم بامتصاص الضوء هذا يعني أن طاقة الضوء الممتص تحولت إلى شبه موصلات الـ(Semiconductors) وتضرب الطاقة الإلكترونية الطليقة سامحة لهم بالتدفق بحرية.
إن خلايا (PV) تملك أيضاً حقلاً أو حقول كهربائية أكثر التي تقوم بإجبار الإلكترونات التي حررت بواسطة الضوء الممتص بالتدفق بإتجاه معين٬ وتدفق الإلكترونات هذا هو التيار ويمكننا أن نسحب التيار للإستعمال الخارجي وذلك بوضع وصلات معدنية في قمة وأسفل خلايا الـ(PV) مثلاً يستطيع التيار تشغيل آلة حاسبة وإن التيار مع الجهد الكهربائي للخلية (الذي نتج من الحقل أو من الحقول الكهربائية) يقومان بتحديد قوة (أو قدرة الواط) التي يمكن أن تنتجها الخلية الشمسية٬ هذه هي العملية الأساسية ولكن هناك عمليات أخرى غيرها.

## أنواع الخلايا الشمسية
- Off-grid PV plants : هي خلايا غير متصلة بالشبكة وتتكون من وحدات PV ونظام تخزين يضمن توفير الطاقة الكهربائية عندما تكون الإضاءة ضعيفة أو عندما تكون مظلمة، هذه الخلايا مفيدة من الناحية الفنية والمالية لأنها يمكن أن تحل محل مجموعات المولدات الكهربائية عندما تكون الشبكة الكهربائية غير موجودة أو عندما لا يكون من السهل الوصول إليها.

- من التطبيقات عليه: ضخ معدات المياه، الرادارات الراديوية، محطات رصد الطقس أو الزلازل ونقل البيانات، أنظمة البرق، نظم الإشارات للطرق والموانئ والمطارات، توريد الخدمات في المعسكر، المنشآت الإعلانية.
- Grid-connected PV plants: تستمد الخلايا الكهروضوئية المتصلة بالشبكات بشكل دائم الطاقة من الشبكة خلال الساعات التي لا يستطيع فيها مولد الطاقة الكهروضوئية إنتاج الطاقة اللازمة لتلبية احتياجات المستهلك، على العكس من ذلك، إذا كان النظام الكهروضوئي ينتج طاقة كهربائية زائدة، فإن الفائض يوضع في الشبكة، وبالتالي يمكن أن يعمل كمركب كبير: ونتيجة لذلك، فإن الأنظمة المتصلة بالشبكة لا تحتاج إلى بنوك تراكم.

- من مميزاته: تقدم ميزة التوزيع - بدلاً من التوليد المركزي، حيث ان الطاقة المنتجة بالقرب من منطقة الاستهلاك لها قيمة أعلى من تلك المنتجة في محطات الطاقة الكبيرة التقليدية، لأن خسائر الإرسال محدودة ومصروفات النقل الكبيرة وإرسال الأنظمة الكهربائية يتم تخفيضها.
بالإضافة إلى ذلك، يسمح إنتاج الطاقة في ساعات التشميس بخفض متطلبات الشبكة خلال النهار، أي عندما يكون الطلب أعلى.

## الألواح الشمسية المتحركة
تحتوي على Solar tracker أو المتتبع[وصلة مكسورة] : وهو جهاز يعمل على تحريك اللوح من الشرق إلى الغرب لاستغلال أطول مدة زمنية من أشعة الشمس. يمكن أن تكون الحمولات عبارة عن ألواح فلطائية ضوئية أو عاكسات أو عدسات أو أجهزة بصرية أخرى.
في التطبيقات الكهروضوئية المسطحة (PV) ، يتم استخدام أجهزة التعقب لتقليل زاوية الحدوث بين ضوء الشمس القادم ولوحة الألواح الضوئية. هذا يزيد من كمية الطاقة المنتجة من كمية ثابتة من قدرة توليد الطاقة المركبة. في التطبيقات الكهروضوئية المعيارية، يُقدَّر أن المتتبعات تُستخدم في ما لا يقل عن (85٪) من التركيبات التجارية التي تزيد عن 1 ميجا وات في الفترة من 2009 إلى 2012.
- طبيعة عمله: يحتوي ضوء الشمس على مكونين، "الشعاع المباشر" الذي يحمل حوالي (90٪) من الطاقة الشمسية، و "ضوء الشمس المنتشر" الذي يحمل الباقي - الجزء المنتشر هو السماء الزرقاء في يوم صاف ويزداد بشكل متناسب في الأيام الغائمة. وبما أن معظم الطاقة موجودة في الحزمة المباشرة، فإن جمعها إلى الحد الأقصى يتطلب أن تكون الشمس مرئية للألواح لأطول فترة ممكنة، تسقط الطاقة التي تساهم بها الحزمة المباشرة مع جيب الزاوية بين الضوء الوارد واللوحة.
-يجب أن يستوفي نظام التتبع الشمسي بعض المتطلبات الفنية الخاصة بالطلب المدروس، على النحو التالي:
•الحد الأدنى من استهلاك الطاقة، لتعظيم الكفاءة العالمية للتركيب ونسبة الأداء-التكلفة المثلى؛
•الموثوقية في التشغيل، تحت ظروف الاضطراب المختلفة (الرياح، الغبار، المطر، تغيرات درجات الحرارة الهامة)؛
•بساطة حل الحركة (المحرك، التروس، أجهزة الاستشعار)، لتقليل التكلفة وزيادة الصلاحية؛
•إمكانية تكامل النظام في بنية مركزية للمراقبة والتحكم، وهو ما يعني حل التحكم الرقمي.
- مع الأخذ بعين الاعتبار هذه المتطلبات الفنية الضرورية ضمنياً، فإن الحل المختار لتشغيل اللوحة الكهروضوئية يعتمد على المكونات التالية:
•محرك كهربائي DC ، وضع الجهد مدفوعة، مع الرصد الحالي، دون أجهزة استشعار الحركة (السرعة أو الموقف).
•نظام التحكم في المحركات من نوع محرك ذكي، رقمي تمامًا، يسمح بتطبيق التحكم الرقمي للمحرك بالإضافة إلى التنفيذ في لغة التحكم 
بالحركة المخصصة لتطبيق توجيه اللوحة الكهروضوئية.
•نظام قياس لشدة الضوء المطبق على اللوحة الكهروضوئية، يمثل المستشعر الذي يحكم حركة الألواح الشمسية.
- من مميزاته : بساطة نظام الطاقة؛ محرك DC ومحول الجسر H (4 ترانزستورات) لمحرك المحرك؛
استخدام معدات محرك الأقراص المدمجة، مع درجة عالية من التكامل والذكاء، التي تدمج في وحدة واحدة على حد سواء محول الطاقة ونظام القيادة، وحدة قيادة الحركة (تحكم الحركة)، وعناصر أتمتة محددة (من نوع PLC)؛
استخدام حل مبتكر، بسيط وموثوق لنظام القياس لشدة الإشارة الضوئية.